# ویسنته بلاسکو ایبانز
ویسنته بلاسکو ایبانز (به اسپانیایی: Vicente Blasco Ibáñez) یکی از بزرگترین نویسندگان قرن بیستم اسپانیا و شاید بزرگترین این نویسندگان است.

## زندگینامه
وی به سال ۱۸۶۷ متولد شد و دوران جوانی را در مادرید گذرانید پیش از آنکه تحصیلات خود را تمام کند به جرم افکار انقلابی از دانشگاه مادرید اخراج شد و در سال ۱۸۸۹ بر اثر شرکت در نهضت شورش‌طلبی اسپانیا به فرانسه پناه برد. چند سال بعد به کشورش بازگشت و مجله مهم «ملت» را که ارگان نهضت جمهوریخواهان بود تأسیس کرد و نخستین رمان‌های خود را به نام «گل بهار» و «آرزوی تارتانا» برای همین مجله نوشت. اندکی بعد دوباره ناچار به فرار از اسپانیا شد و با لباس ملاحی به ایتالیا رفت. در بازگشت به اسپانیا خود را به ستاد ارتش معرفی کرد و بازداشت شد و در نتیجه محاکمه به چهار سال زندان محکوم گردید. نه ماه بعد بخشیده شد و به نمایندگی مجلس انتخاب گشت در همین سال بود که کتاب معروف «سرزمین‌های نفرین شده» را که بهترین اثر ادبی نیمه دوم قرن نوزدهم اسپانیا دانسته‌اند، انتشار داد. بلاسکو ایبانز تا سال ۱۹۰۹ در عالم سیاست بود. اما از آن پس از سیاست کناره گرفت و به جهانگردی و فعالیت ادبی پرداخت و محصول این فعالیت ادبی او، یکی از عالیترین گنجینه‌های ادبی زبان اسپانیا را تشکیل داد. وی در آغاز کار رمان‌نویس ملی بزرگی محسوب می‌شد، اما اندک‌اندک پا از دایره «ملی» بیرون گذاشت و رمان‌نویس «بشری» شد. یکی از آثار او «میدان‌های خونین» که در ایران به نام «خون و شن» معروف است، به قدری شهرت یافته که تقریباً به تمام زبان‌ها ترجمه شده‌است. مهم‌ترین آثار ادبی او بدین قرارند: سونیکا هرجایی (۱۹۰۱)، چهار سوار سرنوشت (۱۹۰۲)، گل و نی، کلیسا (۱۹۰۳)، مشرق و زمین و خون و شن (۱۹۰۸).